# Dietrich von Oertzen

Wappen der Familie von Oertzen

Dietrich Arnd Karl Adolf von Oertzen (* 20. September 1887 in Briggow; † 19. September 1970 in Bonn) war ein deutscher Jurist, Verwaltungsbeamter und Politiker (DNVP).

## Leben und Beruf
Dietrich von Oertzen wurde als Sohn des mecklenburgischen Gutsbesitzers und Fideikommissherrn Arnd von Oertzen (1851–1918) und dessen Frau Ottilie, geb. von der Lühe (1863–1947), geboren. Nach dem Abitur 1906 am Pädagogium Putbus, Mitschüler dort war u. a. Martin von Janson, nahm er ein Studium der Rechts- und Staatswissenschaft an den Universitäten in Göttingen, München und Greifswald auf, das er 1909 mit dem ersten juristischen Staatsexamen in Stettin beendete. Im Anschluss trat er in den preußischen Staatsdienst ein. 1910 wurde er an der Universität Greifswald zum Dr. jur. promoviert (Dissertationsarbeit: Das Stammkapital der Gesellschaft mit beschränkter Haftung). 1913 folgte das zweite juristische Staatsexamen. Von 1914 bis 1918 nahm er als Soldat am Ersten Weltkrieg teil, zuletzt als Oberleutnant.
Oertzen war 1919/20 als Referent im Reichsernährungsministerium tätig und erhielt dort die Ernennung zum Regierungsrat. Er arbeitete 1921 als Amtsgerichtsrat in Schivelbein und wirkte von 1921 bis 1924 als Syndikus der Hauptdirektion des Mecklenburgischen Ritterschaftlichen Kreditvereins (Landschaft) sowie als Vorstandsmitglied der Ritterschaftlichen Brandversicherung (Feuersozietät) in Rostock. Seit 1927 übte er eine Tätigkeit als Rechtsanwalt und Notar aus. Als solcher arbeitete er von 1927 bis 1944 in der Verwaltung für die Gräflich-Schwerinschen Besitzungen in Ostpreußen und Mecklenburg-Schwerin.
Oertzen nahm seit 1940 als Soldat am Zweiten Weltkrieg teil, wurde als Oberstleutnant der Reserve bei der Deutschen Heeresmission in Bukarest eingesetzt und geriet dort 1944 in sowjetische Gefangenschaft. Anschließend befand er sich vier Jahre lang in Untersuchungshaft in einem Moskauer Gefängnis. 1948 wurde er in Moskau in Abwesenheit zu 25 Jahren Gefängnis verurteilt. In der Folgezeit verbüßte er seine Haftstrafe in Wladimir. 1955 wurde er begnadigt und siedelte dann als Heimkehrer in die Bundesrepublik über.
Oertzen fungierte von 1956 bis zum Frühjahr 1970 als Leiter der Haushaltsabteilung des Institutes „Finanzen und Steuern“ mit Sitz in Bonn. Daneben war er Mitglied des Rechtsausschusses des Bundesausgleichsamtes in Bad Homburg. Ferner wirkte er als juristischer Berater für die Landsmannschaft Mecklenburg und den Bund der Mitteldeutschen.
Dietrich von Oertzen war mit Ruth von Hackewitz verheiratet. Ihre Tochter Anna-Luise war mehrfach verheiratet, zuerst mit dem Arzt Jakob Diehn, dann mit dem Prof. und Chefarzt Hans Heygster, sowie seit 1968 mit dem Autor Gerhard Heufelder.
Otto Wienhaus war sein Neffe.

## Politik
Oertzen trat nach der Novemberrevolution in die Deutschnationale Volkspartei (DNVP) ein und war von 1924 bis 1933 Abgeordneter des Landtages des Freistaates Mecklenburg-Schwerin. Vom 18. März 1924 bis zum 21. April 1926 amtierte er als Staatsminister der Finanzen sowie für Landwirtschaft, Domänen und Forsten in der von Ministerpräsident Joachim Freiherr von Brandenstein geführten Regierung des Freistaates Mecklenburg-Schwerin.

## Ehrungen
- 1968 Verdienstkreuz 1. Klasse des Verdienstordens der Bundesrepublik Deutschland
- seit 1931[4] Rechtsritter des Johanniterordens